# Kolie

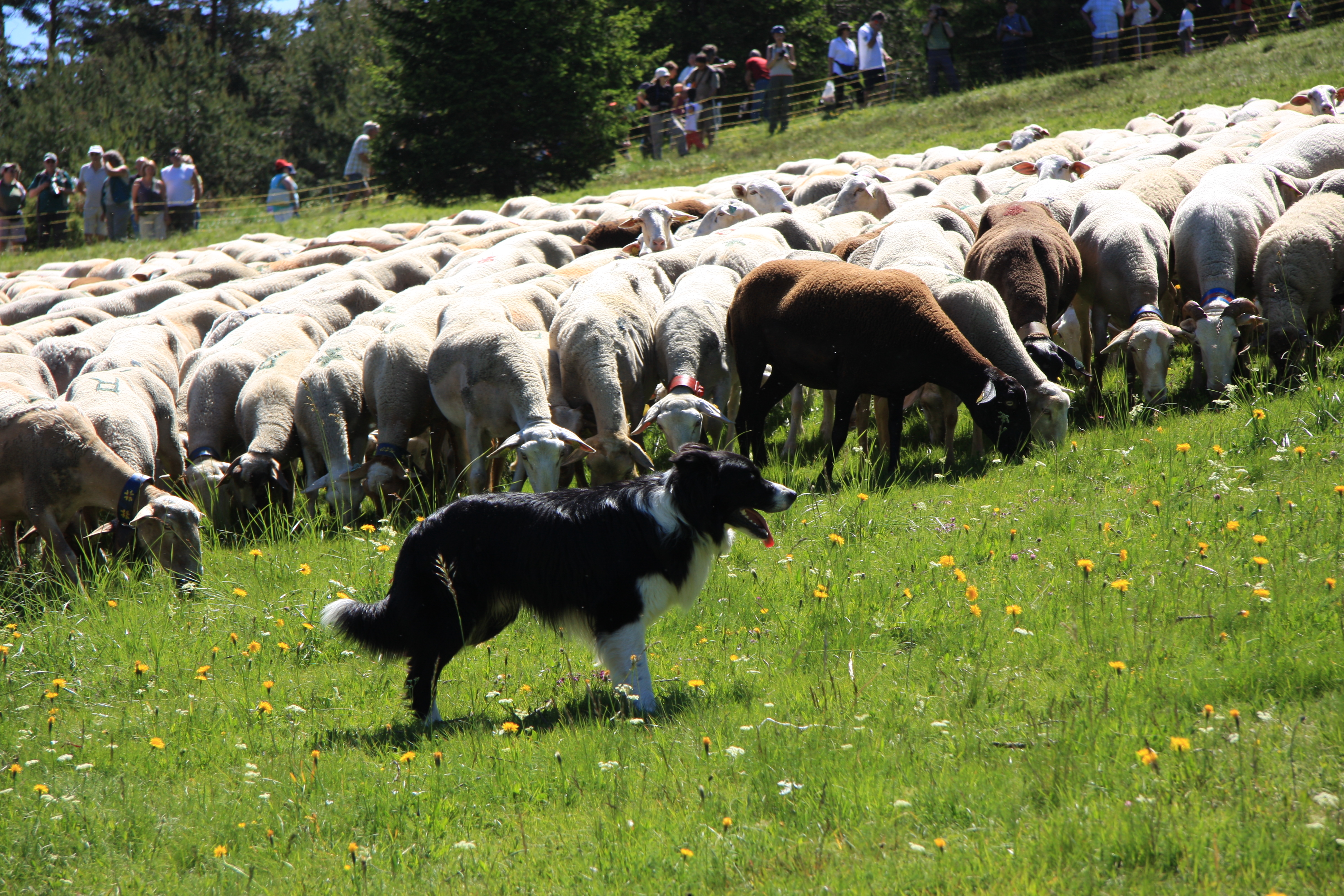
Border kolie pasoucí ovce

Kolie je obecné, původní označení pro ovčácké psy v severní Anglii a Skotsku. Jméno možná pochází z keltštiny, kde je odvozené od slova „užitečný“, spíše však vzniklo zkrácením názvu „colley dog“, kde „colley“ je staré místní jméno pro plemeno černohlavých ovcí. Obecně jsou kolie středně velcí, aktivní a inteligentní psi se silným instinktem k pasení, dodnes využívání jako pracovní psi k pohánění stád ovcí, jejich temperament a rychlost učení je činí vhodnými také k některým psím sportům, jako je obedience nebo agility.

## Historie

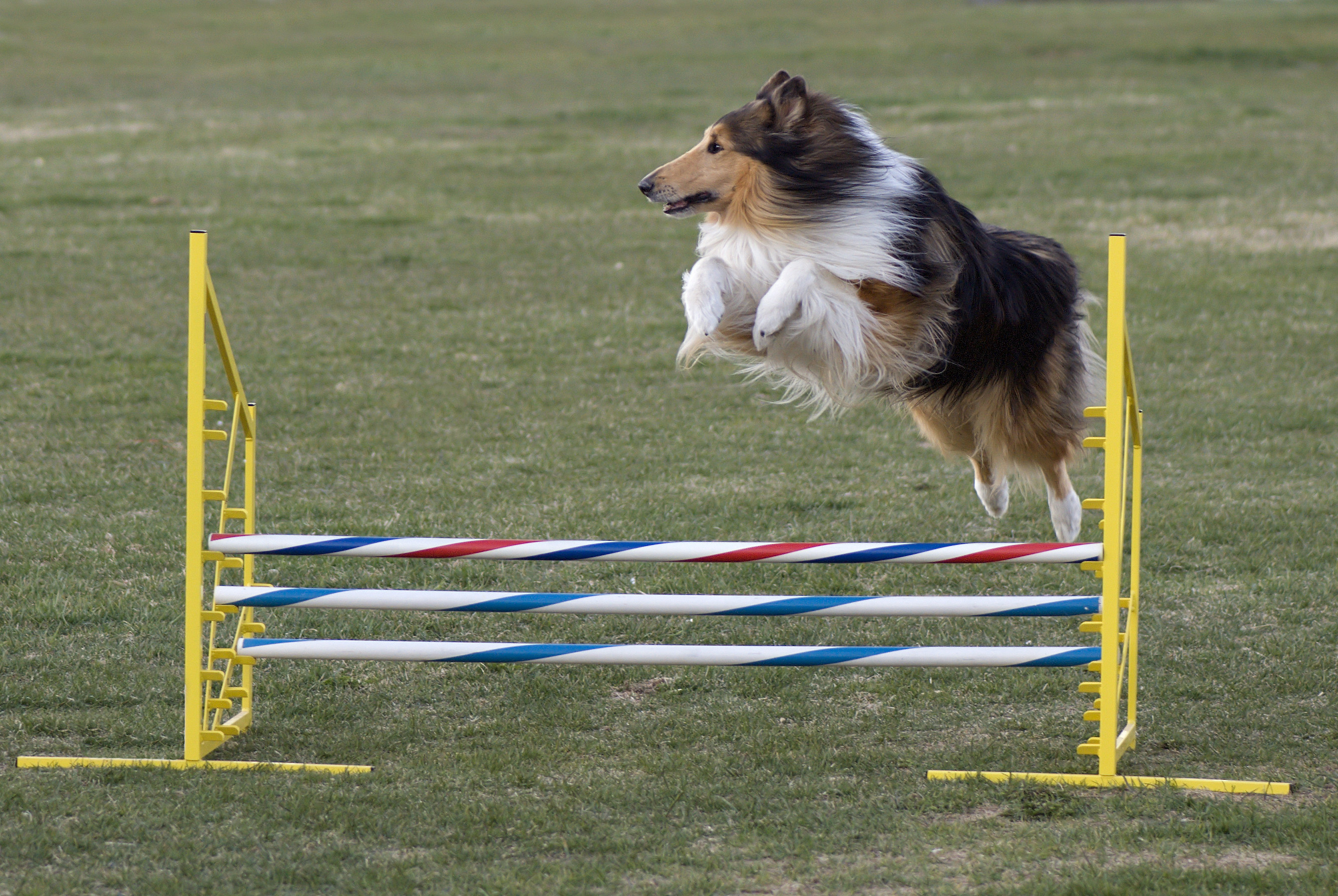
Dlouhosrstá kolie překonávající skokovou překážku při agility

Historie kolie je nedílně spojena s historií chovu ovcí na Britských ostrovech. Ovce domácí se zde začala chovat o období mezi 4000 - 2000 lety př. n. l., přičemž v té době už byly ve zbytku Evropy přítomná původní plemena evropských ovčáků i ovčáckých psů, kteří pocházeli z Asie. Oba dva typy se společně s ovcemi dostali i do Velké Británie. Evropský, původní typ ovčáckého psa, je typický klínovitou hlavou, vzpřímenýma nebo poloklopenýma ušima a krátká srst v obličejové partii, naproti tomu asijský typ pravděpodobně pochází ze psů příbuzným apsům, je bohatě osrstěn včetně obličeje a uši jsou klopené.
Na rozdíl od kontinentální Evropy nebyla v Anglii v historické době používána ovčácká plemena ke strážení stád proti divokým šelmám, protože medvěd a rys zmizel z volné přírody Británie už před příchodem Římanů a k lovu vlků byli používáni psi typu mastifa a velcí hrubosrstí chrtové, jejímž potomky je dnešní irský vlkodav nebo skotský jelení pes. Proto z Anglie nepochází žádné plemeno tzv. pasteveckého psa, jejichž úlohou je především ochrana stád, a místo toho byli kolie využívány výhradně k pasení, k ovládání stád podle pokynů pastýře.
Ovčácká plemena asijského typu, staroanglický ovčák a bearded kolie, mají společný původ a jako samostatná plemena jsou rozlišováni až od konce 19. století. Dnešní bearded kolie pochází z ovčáckých psů skotských pastevců a ze Západní vysočiny (West highland) zvaných Highland kolie, staroanglický ovčák se uplatňoval především na západě Anglie a v povodí řeky Tweed. Třetí plemeno psa ze stejné skupiny, Cumberlandský ovčák, je dnes už vyhynulý. Vzdálenější příbuzný těchto psů je dnešní Jihoruský ovčák a polský nížinný ovčák.
Ovčáci evropského typu byli tradičně chování v severních oblastech Anglie a ve Skotsku. Velký rozvoj nastal na konci 16. a začátkem 17. století, kdy díky poptávce po ovčí vlně docházelo k rozšiřování chovu ovcí. Vzniklo velké množství místních rázů kolií, mezi jinými Dorset sheepdog, Galway kolie, Welsh Grey kolie nebo Highland kolie. Dnes z těchto plemen do dnešních dnů zůstala skotská kolie, později rozdělená na dvě samostatná plemena, krátkosrstou a dlouhosrstou kolii, malé plemeno kolie Shetlandských ostrovů, šeltie, a border kolie.
Psi asijského i evropského typu byli mezi sebou běžně kříženi, přesto se však typické rozdíly zachovaly až do současnosti. Protože po staletí byla nejdůležitější kvalitou kolie její pracovní upotřebitelnost, byly v případě potřeby kříženi i s dalšími plemeny, například krátkosrstá kolie byla křížena s molossoidními plemeny používanými k hlídání obydlí. Kolie samotné jsou jedním z předků australské kelpie a skrze ní i australského honáckého psa.

## Současná plemena kolií

### Uznaná FCI
|  | Bearded kolie |  | Kolie dlouhosrstá |
|  | Bobtail       |  | Kolie krátkosrstá |
|  | Border kolie  |  | Sheltie           |

### Neuznaná FCI
|  | Velšský ovčák - Welsh Sheepdog |